# Vereniging Rembrandt
De Vereniging Rembrandt is een Nederlandse vereniging van kunstliefhebbers die als hoofdtaak heeft het verlenen van steun bij kunstaankopen door Nederlandse musea. Sinds de oprichting in 1883 heeft zij meer dan 2,5 duizend aankopen helpen realiseren. Sinds 2012 steunt de vereniging musea ook bij onderzoek en sinds 2018 bij restauraties. De vereniging telde eind 2020 15.916 leden. Alle leden krijgen op vertoon van hun lidmaatschapskaart vrije toegang tot de gesteunde musea.

## Geschiedenis
De Vereniging Rembrandt is opgericht op initiatief van leden van de Amsterdamse kunstkring Arte et Amicitia in 1883. Directe aanleiding was de aanstaande veiling van de beroemde tekeningencollectie van Jacob de Vos. De leden vreesden dat, na de verkoop van de Collectie Van Loon in 1878, nu alweer een belangrijke kunstcollectie het land zou verlaten.
In overleg met Victor de Stuers, die na zijn beroemd geworden artikel Holland op zijn smalst over de onverschillige houding van de Nederlandse regering met betrekking tot cultureel erfgoed, was benoemd tot hoofd van de nieuwe afdeling Kunsten en Wetenschappen van het ministerie van Binnenlandse Zaken, werd besloten geld in te zamelen om in ieder geval een deel van de te veilen tekeningen voor Nederland te behouden. De actie leidde tot de aankoop van een kleine 500 tekeningen voor het Rijksprentenkabinet, waaronder enkele van Rembrandt.

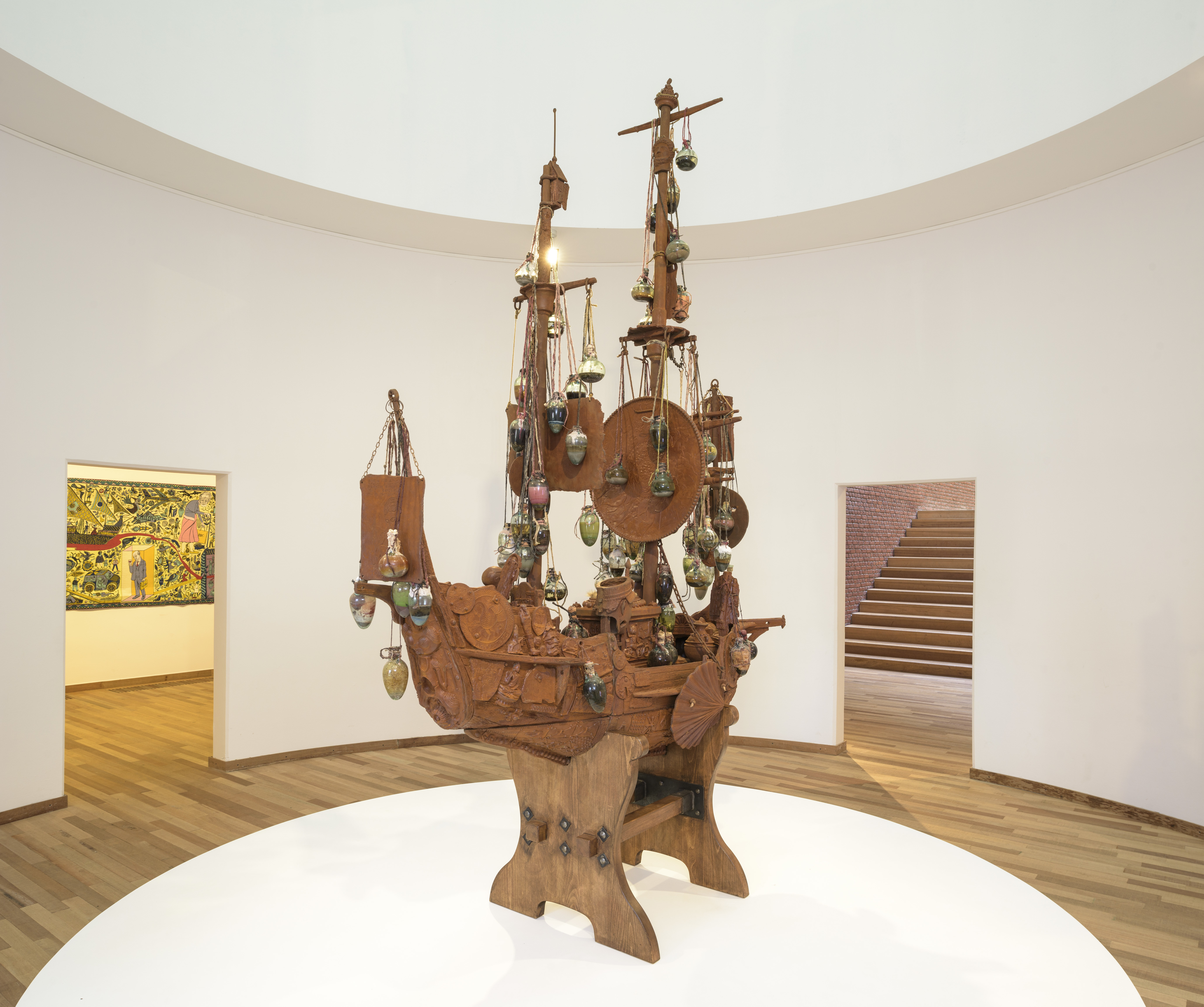
The Tomb of the Unknown Craftsman van Grayson Perry.

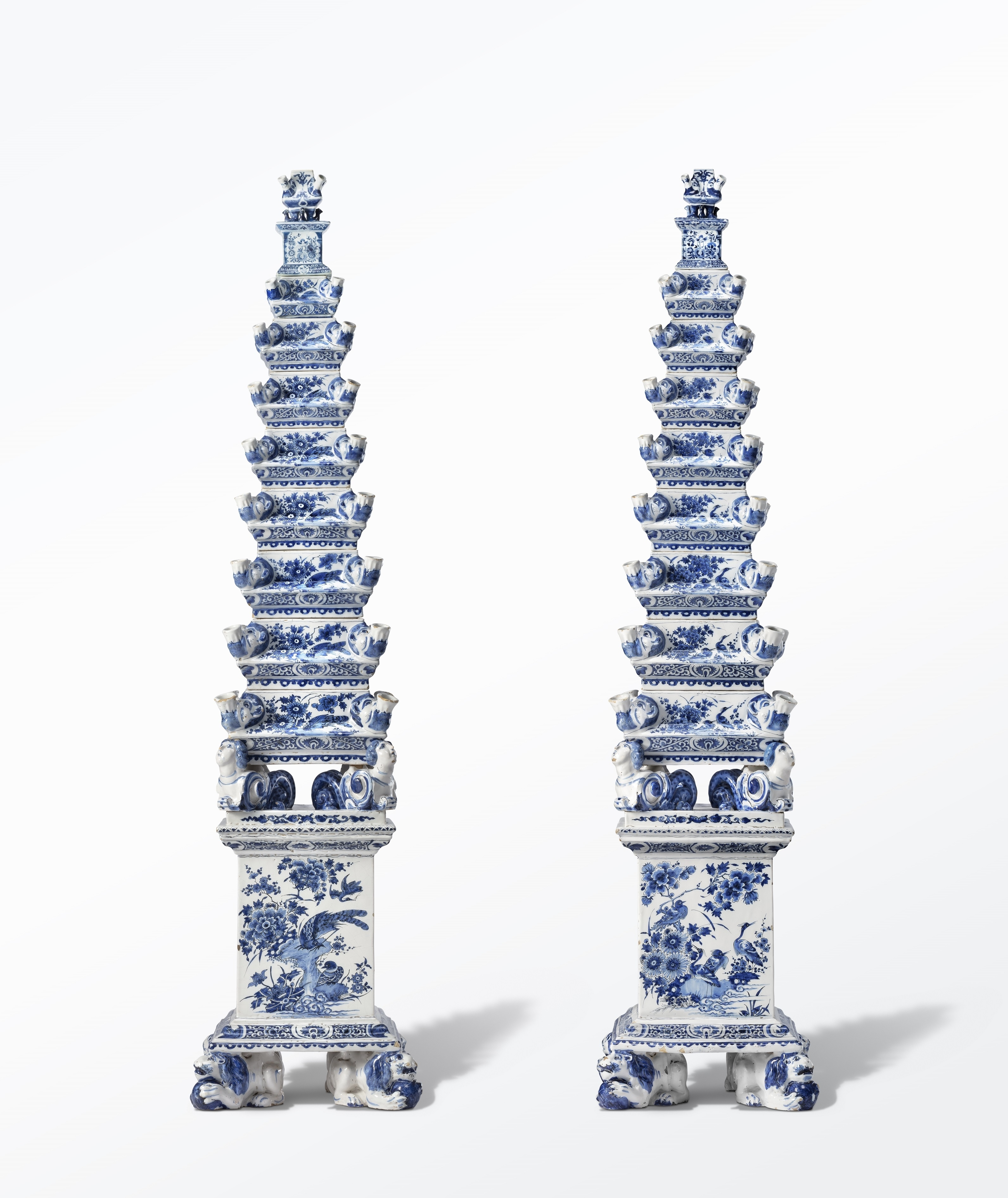
Een paar bloemenpiramides in het Kunstmuseum Den Haag.

Naar wens van De Stuers, leidde de constructie die met hem was bedacht tot een duurzame voorziening ten dienste van het Nederlands openbaar kunstbezit. Die voorziening kreeg de vorm van een vereniging die de naam ‘Rembrandt’ kreeg. In de hierop volgende jaren hielp de Vereniging Rembrandt bij het behoud en de terugkeer van verschillende Nederlandse schatten van beeldende en toegepaste kunst, waaronder De liefdesbrief van Johannes Vermeer en een 14de-eeuws zilveren borstbeeld van Sint-Frederik.
In 1912 werd de doelstelling van de Vereniging Rembrandt van zijn nationale accent ontdaan en werd ook het verzamelen van niet-Nederlandse kunst aangemoedigd. Een volgende duidelijke accentverschuiving vindt plaats na de Tweede Wereldoorlog, wanneer de Vereniging Rembrandt door het hele land begon te opereren en zich ook voor het eerst serieus waagde aan de moderne en hedendaagse kunst. Zo werd het Van Abbemuseum in Eindhoven in 1951 gesteund bij de aankoop van Marc Chagalls Hommage à Apollinaire en het Stedelijk Museum Amsterdam in 1967 bij de verwerving van La perruche et la sirène van Henri Matisse.
In de 21ste eeuw wordt de missie van de Vereniging Rembrandt in korte tijd meerdere malen verbreed. Vanaf 2009 staat ook het bevorderen van de belangstelling voor en vergroten van kennis van het openbaar kunstbezit op de agenda. Dit wordt in 2012 gevolgd door steun aan collectiegerelateerd onderzoek en in 2018 door steun aan restauraties. De vereniging zet zich ook op andere manieren steeds vaker in voor de bescherming en versterking van het openbaar kunstbezit. Zo hielp zij bij het opstellen van de Erfgoedwet, die sinds 1 juli 2016 van kracht is.
Het ledenaantal is in de loop der jaren flink toegenomen. In 1883, het jaar van oprichting, wierf de vereniging 250 leden.  In 1907 waren er 300 leden en in 1983 900. Eind 2015 waren dat er ongeveer 12.650 en in 2020 15.916. 

## Gesteunde aankopen (selectie)

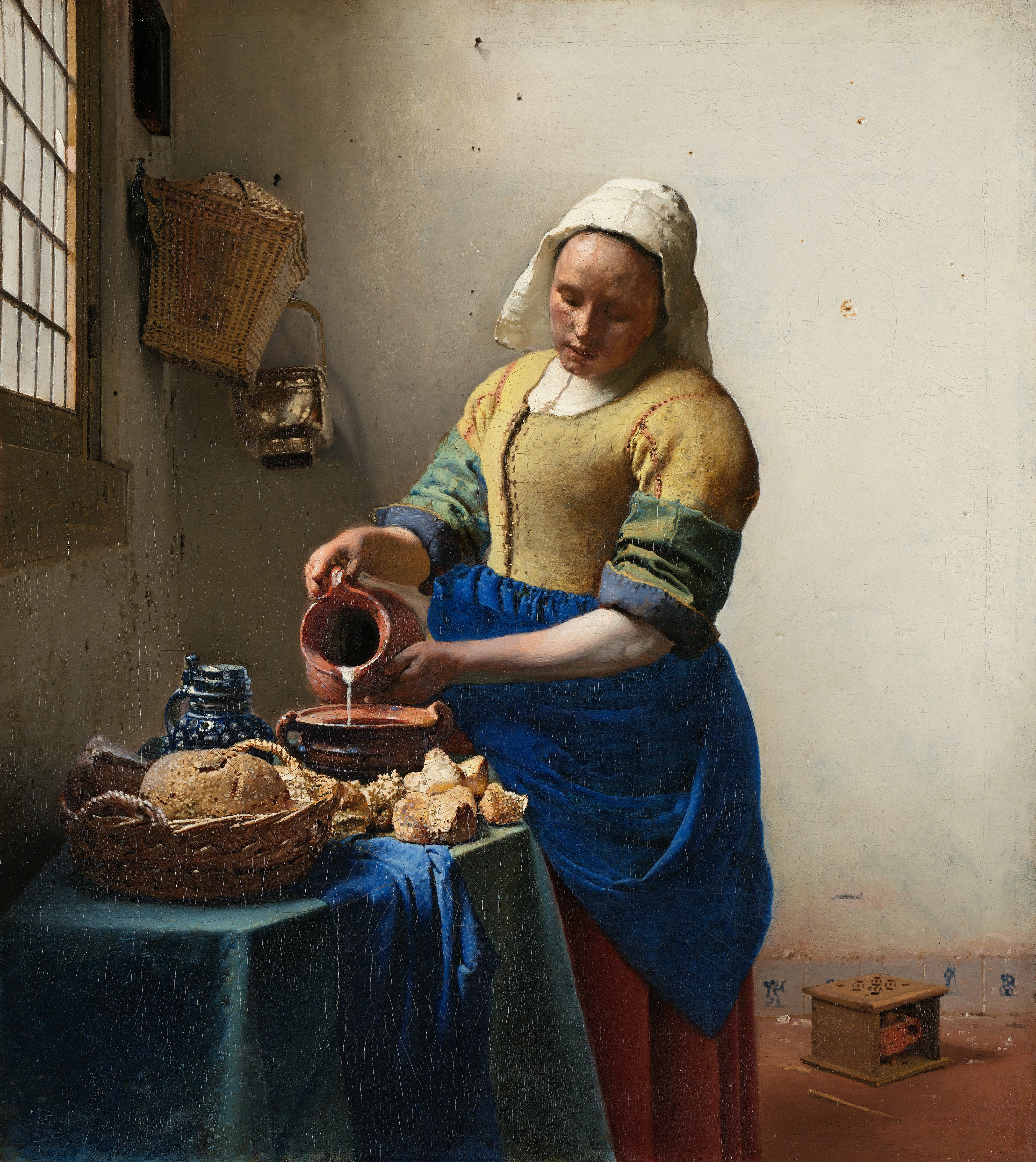
Het melkmeisje van Vermeer is een van de bekendste werken die met steun van de Vereniging Rembrandt werd aangekocht.

- Het melkmeisje van Johannes Vermeer (Rijksmuseum, Amsterdam; gesteunde aankoop uit 1908)
- De marskramer van Jheronimus Bosch (Museum Boijmans van Beuningen, Rotterdam; gesteunde aankoop uit 1931)
- La perruche et la sirène van Henri Matisse (Stedelijk Museum Amsterdam; gesteunde aankoop uit 1967)
- Het begin van de wereld van Constantin Brancusi (Kröller-Müller Museum, Otterlo: gesteunde aankoop uit 1995)
- Portret van een oude man van Rembrandt (Mauritshuis, Den Haag; gesteunde aankoop uit 1999)
- Een 17de-eeuwse Japanse lakkist uit de Koami-werkplaats (Rijksmuseum, Amsterdam; gesteunde aankoop uit 2014)
- The Tomb of the Unknown Craftsman van Grayson Perry (Bonnefanten, Maastricht; gesteunde aankoop uit 2016)
- Portret van Felix Auerbach van Edvard Munch (Van Gogh Museum, Amsterdam; gesteunde aankoop uit 2017)
- Een paar 17de-eeuwse bloemenpiramides uit Delft (Kunstmuseum Den Haag; gesteunde aankoop uit 2019)
- Grand Stairwell Installation van Dale Chihuly (Groninger Museum; gesteunde aankoop uit 2019)[6]

## Doelstelling
In het jaarverslag van 2020 luidt de doelstelling “het behouden van kunstschatten voor Nederland, het verrijken van en opkomen voor het Nederlands openbaar kunstbezit, en het daartoe vergroten van de publieke belangstelling voor en de kennis van het roerend cultureel erfgoed, in het bijzonder in Nederlandse openbare collecties.”

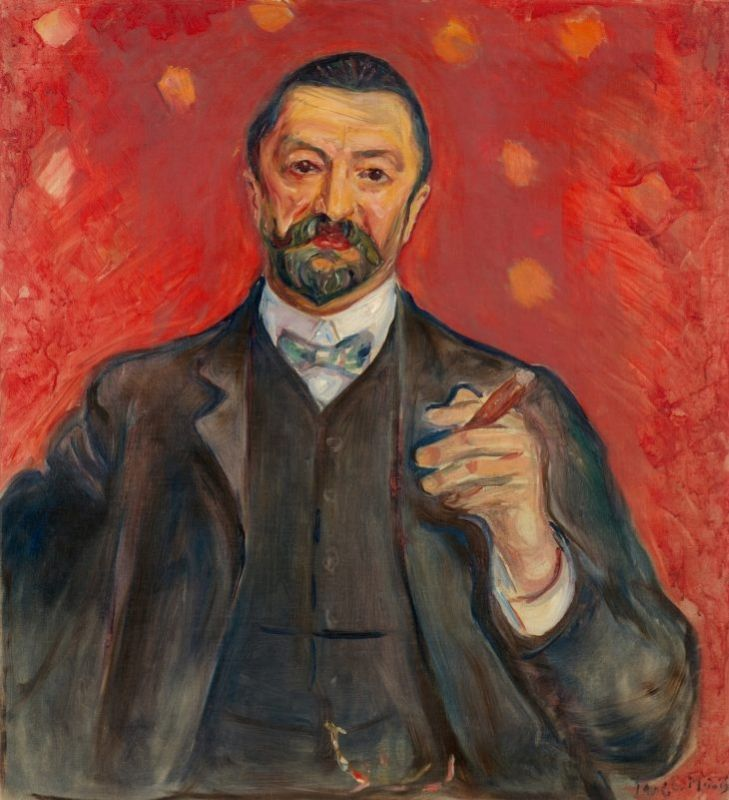
Portret van Felix Auerbach door Edvard Munch.

## Inkomsten
De vereniging heeft de volgende inkomstenbronnen:
1. contributies, giften en nalatenschappen,
2. de opbrengst van het vermogen,
3. een jaarlijkse bijdrage van het Cultuurfonds en de BankGiro Loterij

In 2020 bedroegen de inkomsten € 9.372.006.